# Semiothisa macariata
Semiothisa macariata är en fjärilsart som beskrevs av Walker 1860. Semiothisa macariata ingår i släktet Semiothisa och familjen mätare. Inga underarter finns listade i Catalogue of Life.